# Alekséi Kuznetsov
Alekséi Aleksándrovich Kuznetsov (1905—1950) (del ruso: Алексей Александрович Кузнецов) fue un estadista soviético, funcionario del Partido Comunista de la Unión Soviética (desde 1925), teniente general, miembro del Comité Central del Partido (1939-1949). Fue primer secretario de la diputación de Leningrado, gorkom (comité de la ciudad) y obkom (comité de óblast), y durante el Sitio de Leningrado ayudó a organizar la defensa de la ciudad.
Durante la Segunda Guerra Mundial  se unió a las fuerzas soviéticas en 1941, como oficial. Fue tomado reo por los nazis en 1942, en la ciudad de Ruzhevo (en la actual Bielorrusia). Logró escapar gracias a un ataque sorpresa de la URSS a ese asentamiento alemán. Se reincorporó a las fuerzas soviéticas y participó en diferentes batallas hasta lograr ascender a mayor. Fue elogiado en Leningrado en 1945 después del final de la guerra.
Fue arrestado en 1949 y se lo sometió a la farsa judicial conocida como el Caso de Leningrado. Fue ejecutado en 1950 y rehabilitado póstumamente.
- Datos: Q2386626
- Multimedia: Aleksey Aleksandrovich Kuznetsov / Q2386626